# Dicranophragma (Dicranophragma) fuscovarium
Dicranophragma (Dicranophragma) fuscovarium is een tweevleugelige uit de familie steltmuggen (Limoniidae). De soort komt voor in het Nearctisch gebied.